# Джон Тьюкі
Джон Вайлдер Тьюкі (англ. John Wilder Tukey, 16 червня 1915, Нью-Бедфорд, Массачусетс, США — 26 липня 2000, Нью-Брансвік), Нью-Джерсі, США) — американський математик.

## Біографія
Тьюкі став бакалавром (1936) і магістром з хімії (1937) у Браунському університеті. Потім вступив до Принстонського університету, де отримав ступінь доктора філософії з математики.
Під час Другої світової війни працював у Fire Control Research Office, пізніше повернувся назад до університету. Паралельно брав участь у розробках при Bell Labs.
Відомий як автор двох комп'ютерних термінів — «software» (програмне забезпечення) (1958) і "bit» (скорочення від binary digit) (1946) .
Тьюкі входив до складу «Флексагонного комітету». У 1950-х, задовго до появи «Життя» Конвея, Тьюкі запропонував термін  «Сад Едему» для позначення конфігурації клітинного автомата, що не має предків.
У 1985 Тьюкі пішов на пенсію. На 85-му році життя після недовгої хвороби помер від серцевого нападу.

## Премії та нагороди
- 1965 — Samuel S. Wilks Award[8]
- 1973 — Національна наукова медаль США
- 1976 — Shewhart Medal
- 1982 — Медаль пошани IEEE «за його внесок у дослідження спектрального аналізу випадкових процесів та алгоритм швидкого перетворення Фур'є»[9]
- 1982 — Deming Medal[10]
- 1983 — James Madison Medal[11]